# USS Quillback (SS-424)
USS Quillback (SS-424) là một  tàu ngầm lớp Tench được Hải quân Hoa Kỳ chế tạo vào giai đoạn cuối Chiến tranh Thế giới thứ hai. Nó là chiếc tàu chiến duy nhất của Hải quân Hoa Kỳ được đặt cái tên này, theo tên một loài thuộc họ Cá mút. Nhập biên chế năm 1944, nó đã phục vụ trong giai đoạn sau cùng của Thế Chiến II, chỉ kịp thực hiện được một chuyến tuần tra duy nhất và phá hủy một xuồng tự sát trước khi cuộc xung đột chấm dứt. Con tàu sau đó được nâng cấp trong khuôn khổ Dự án GUPPY II, và tiếp tục phục vụ trong giai đoạn Chiến tranh Lạnh. Quillback xuất biên chế vào năm 1973 và bị bán để tháo dỡ vào năm 1974. Quillback được tặng thưởng một Ngôi sao Chiến trận do thành tích phục vụ trong Thế Chiến II.

## Thiết kế và chế tạo

### Thiết kế
Lớp tàu ngầm Tench là sự cải tiến tiếp theo của các lớp tàu ngầm hạm đội   Balao và   Gato, vốn đã chứng minh thành công trong hoạt động chống Nhật Bản tại Mặt trận Thái Bình Dương. Lớp tàu này, tích lũy những kinh nghiệm trong giai đoạn đầu của cuộc xung đột, là lớp tàu ngầm cuối cùng được Hải quân Hoa Kỳ chế tạo trong chiến tranh.
Những chiếc lớp Tench có chiều dài 311 ft 9 in (95,02 m), mạn tàu rộng 27 ft 4 in (8,33 m) và mớn nước tối đa 17 ft (5,2 m), có trọng lượng choán nước 1.570 tấn Anh (1.600 t) khi nổi và 2.414 tấn Anh (2.453 t) khi lặn. Chúng trang bị bốn động cơ diesel Fairbanks-Morse 38D8-⅛ 10-xy lanh chuyển động đối xứng, dẫn động máy phát điện để cung cấp điện năng cho hai động cơ điện, đạt được công suất 5.400 shp (4.000 kW) cho phép di chuyển với tốc độ tối đa 20,25 hải lý trên giờ (37,50 km/h) khi nổi. Khi hoạt động ngầm dưới nước, chúng được cung cấp điện từ hai dàn ắc-quy Sargo 126-cell để vận hành hai động cơ điện General Electric lõi kép tốc độ chậm, có công suất 2.740 shp (2.040 kW) và đạt tốc độ tối đa 8,75 kn (16,21 km/h). Tầm xa hoạt động là 16.000 hải lý (30.000 km) khi đi trên mặt nước ở tốc độ 10 kn (19 km/h) và có thể hoạt động kéo dài đến 75 ngày; tuy nhiên khả năng hoạt động ngầm bị giới hạn bởi dung lượng điện ắc-quy, sẽ cạn trong 48 giờ khi di chuyển với tốc độ 2 kn (3,7 km/h). Chiếc tàu ngầm mang theo tiếp liệu đủ cho mười sĩ quan và 71 thủy thủ trong 75 ngày.
Lớp Tench được trang bị mười ống phóng ngư lôi 21 in (530 mm), gồm sáu ống trước mũi và bốn ống phía đuôi tàu, và mang theo tổng cộng 28 quả ngư lôi. Vũ khí trên boong tàu gồm một hải pháo 5 inch/25 caliber, một khẩu pháo phòng không Bofors 40 mm nòng đơn và một khẩu đội Oerlikon 20 mm nòng đôi, kèm theo hai súng máy .50 caliber.

### Chế tạo
Con tàu thoạt tiên được đặt tên Trembler, theo tên loài cá đuối điện nhỏ; nhưng sau đó được đổi tên thành Quillback, theo tên một loài thuộc họ Cá mút, vào ngày 7 tháng 12, 1943. Nó được đặt hàng vào ngày 22 tháng 2, 1943 và được đặt lườn tại Xưởng hải quân Portsmouth ở  Kittery, Maine vào ngày 27 tháng 6, 1944. Nó được hạ thủy vào ngày 1 tháng 10, 1944, được đỡ đầu bởi bà John A. Tyree, Jr., và được cho nhập biên chế cùng Hải quân Hoa Kỳ vào ngày 29 tháng 12, 1944 dưới quyền chỉ huy của Hạm trưởng, Thiếu tá Hải quân Richard P. Nicholson.

## Lịch sử hoạt động

### Thế Chiến II
Sau khi hoàn tất việc chạy thử máy huấn luyện tại vùng biển ngoài khơi New London, Connecticut, Quillback khởi hành từ Căn cứ Tàu ngầm Hải quân New London vào ngày 8 tháng 3, 1945 để đi sang Key West, Florida, nơi nó tham gia một dự án thử nghiệm đạn dược. Con tàu rời Key West vào ngày 2 tháng 4 để đi sang khu vực Thái Bình Dương ngang qua kênh đào Panama, đi đến Trân Châu Cảng vào ngày 1 tháng 5.
Quillback thực hiện chuyến tuần tra duy nhất trong chiến tranh từ ngày 30 tháng 5 đến ngày 24 tháng 7, và hoạt động tại vùng biển ngoài khơi Kyūshū. Trong chuyến đi này nó không đánh chìm được mục tiêu nào ngoại trừ việc phá hủy một xuồng máy tự sát Shinyo; tuy nhiên nó đã cứu vớt một phi công bị bắn rơi ở vị trí chỉ cách bờ biển nữa dặm dưới tầm hỏa lực của đối phương. Đang khi chiếc tàu ngầm được tái trang bị tại Guam nhằm chuẩn bị cho chuyến tuần tra tiếp theo, xung đột chấm dứt khi Nhật Bản chấp nhận đầu hàng.

### 1946 - 1973
Quay trở về căn cứ New London sau chiến tranh, Quillback gia nhập Hải đội Tàu ngầm 2. Trong giai đoạn từ năm 1945 đến năm 1951, nó phục vụ huấn luyện cùng Trường Tàu ngầm Hạm đội đồng thời tham gia các cuộc thử nghiệm cùng Phòng thí nghiệm Âm thanh dưới nước Hải quân. Vào tháng 4, 1951, nó khởi hành từ New London cho một lượt phục vụ kéo dài sáu tháng cùng Đệ Lục hạm đội tại Địa Trung Hải. Đến tháng 4, 1952, con tàu được cho xuất biên chế và đi đến Xưởng hải quân Portsmouth để được nâng cấp trong khuôn khổ Dự án GUPPY II.
Sau khi hoàn tất việc cải biến, Quillback nhập biên chế trở lại vào ngày 27 tháng 2, 1953, và gia nhập Lực lượng Tàu ngầm Hạm đội Đại Tây Dương. Được điều sang Hải đội Tàu ngầm 4 đặt căn cứ tại Key West, Florida, nó hoạt động tại chỗ cùng những chuyến đi thực hành sang vịnh Guantánamo, Cuba và phục vụ huấn luyện chống tàu ngầm cho tàu khu trục. Trong các năm 1956, 1957 và 1958, chiếc tàu ngầm tham gia các cuộc tập trận hạm đội và trong khuôn khổ Khối NATO tại vùng biển Bắc Đại Tây Dương.
Vào năm 1959 Quillback được điều sang Hải đội Tàu ngầm 12, và đến tháng 6 đã gia nhập Lực lượng Đặc nhiệm 47 cho chuyến đi dọc theo sông Saint Lawrence trong khuôn khổ Chiến dịch Inland Seas. Đơn vị này tham dự lễ khánh thành tuyến đường thủy St. Lawrence nối liền Đại Tây Dương với Ngũ Đại Hồ vào ngày 26 tháng 6, nghi lễ do Tổng thống Dwight D. Eisenhower và Nữ hoàng Elizabeth II của Anh đồng chủ trì. Trong chuyến đi, chiếc tàu ngầm đã băng qua Ngũ Đại Hồ để viếng thăm Chicago.
Sau khi được đại tu tại Charleston, South Carolina trong năm 1960, Quillback lại được phái sang hoạt động tại khu vực Địa Trung Hải vào tháng 10, 1961, rồi quay trở về Key West vào tháng 2, 1962. Đến tháng 10 năm đó, nó đang được phái đến hoạt động tại vịnh Guantánamo, Cuba vào lúc xảy ra vụ Khủng hoảng tên lửa Cuba, và đã tham gia chiến dịch phong tỏa hòn đảo này cho đến khi mâu thuẫn được giải quyết qua đàm phán ngoại giao. Trong năm 1963, chiếc tàu ngầm tiếp tục hoạt động từ căn cứ Key West đồng thời phục vụ huấn luyện tại vịnh Guantánamo.
Vào tháng 7, 1964, Quillback lại được phái sang hoạt động tại khu vực Địa Trung Hải trong sáu tháng. Khi quay trở về Hoa kỳ trong năm 1965, nó tham gia nghiên cứu thử nghiệm ngư lôi cùng các dự án phát triển khác, trước khi được phái sang vịnh Guantánamo trong tháng 6. Chiếc tàu ngầm tiếp tục hoạt động từ căn cứ Key West cho đến khi lại được phái sang hoạt động tại Địa Trung Hải từ tháng 8 đến tháng 11, 1967. Nó trải qua phần lớn thời gian của các năm 1968 và 1969 hoạt động tại vùng biển Caribe, và phục vụ cùng Hạm đội Đại Tây Dương trong năm 1970.
Quillback được cho xuất biên chế đồng thời rút tên khỏi danh sách Đăng bạ Hải quân vào ngày 23 tháng 3, 1973. Chiếc tàu ngầm cuối cùng bị bán để tháo dỡ vào ngày 21 tháng 3, 1974.

## Phần thưởng
Quillback được tặng thưởng một Ngôi sao Chiến trận do thành tích phục vụ trong Thế Chiến II.
|             |  |  |
| Bronze star |  |  |

| Dãi băng Hoạt động Tác chiến                                            | Dãi băng Hoạt động Tác chiến         | Huân chương Chiến dịch Hoa Kỳ        | Huân chương Chiến dịch Hoa Kỳ         |
| Huân chương Chiến dịch Châu Á-Thái Bình Dương với 1 Ngôi sao Chiến trận | Huân chương Chiến thắng Thế Chiến II | Huân chương Chiến thắng Thế Chiến II | Huân chương Phục vụ Phòng vệ Quốc gia |